# Abdulai Silla
Abdulai Silá (var. Silla, Sila)  (Catió, 1 de Abril de 1958) é um engenheiro, economista, investigador social e escritor guineense.

## Biografia
Filho de Aissatu Baldé e Aliu Silá, Silá nasceu e cresceu em Catió, uma pequena cidade no sul da Guiné-Bissau, onde frequentou a escola primária. Em 1970 mudou-se para Bissau a fim de freqüentar o então Liceu Honório Barreto (atualmente o Liceu Nacional Kwame N'Krumah). De 1979 a 85, frequentou a Universidade Técnica de Dresden (Alemanha), onde graduou-se em Engenharia Electrotécnica. De 1986 até à data, participou com sucesso em vários cursos de formação nos EUA e em outros lugares sobre redes de computadores e gestão de LAN, rede de Cisco, segurança na Internet, entre outros.
Além da paixão e compromisso para com o desenvolvimento das TIC (Tecnologias da Informação e Comunicação), acumulou, desde sempre, o interesse pela literatura e escrita.
Actualmente combina o trabalho de consultor no domínio das TIC e de editor com o apoio a organizações sem fins lucrativos (associações juvenis, associações de pessoas portadoras de deficiência). 
Investigador Sénior associado da University of Maryland (Senior Visiting Fellow, 2005) é também desde 2011 Embaixador Regional (Regional Botschafter) da Technische Universitaet Dresden. 
Foi Presidente da Associação de Escritores da Guiné-Bissau (2013 – 2017), tendo sido recentemente eleito Presidente da Direcção do PEN Guiné-Bissau.
No ano de 2020, fez parte do corpo internacional de jurados do 1° Prémio Internacional Pena de Ouro.

### Romances
Silá é autor de quatro romances e três dramas publicados:
- Eterna Paixão (1ª ed. da Kusimon Editora), em 1994, considerado o primeiro romance guineense.[5]
- A Última Tragédia (1ª ed. da Kusimon Editora), em 1995; 2ª ed. da Pallas Editora (Rio de Janeiro), em 2006
- Mistida (1ª ed. da Kusimon Editora), em 1997[6]
- Memórias SOMânticas (1ª ed. da Kusimon Editora), em 2016[7]

### Drama
- As Orações de Mansata (1ª ed. da Kusimon Editora) em 2007 (obra inspirada por Macbeth do dramaturgo William Shakespeare. É uma peça teatral dividida em seis actos sobre as lutas na cúpula do poder de um pequeno reino ficcional).[8]
- Dois Tiros e Uma Gargalhada (1ª ed. da Kusimon Editora), em 2013[9]
- Kangalutas (1ª ed. da Kusimon Editora), em 2018[10]

### Trabalhos publicados
Abdulai Silá publicou em revistas como Tcholona e estudos para o INEP (Instituto Nacional de Estudos e Pesquisa) na Guiné-Bissau, tendo participado na criação tanto da revista como do instituto.
- “Aproveitamento da energia solar na Guiné-Bissau: perspectivas e problemas”, in Soronda, Revista de Estudos Guineenses, 1, INEP, Bissau, Janeiro 1986
- “Potencialidades e necessidades energéticas da Guiné-Bissau”, in A Guiné-Bissau a caminho do ano 2000,  INEP, Bissau, Janeiro 1987
- “Estratégias de Desenvolvimento e Alternativas Tecnológicas: um Estudo de Caso da Guiné-Bissau”,  in Soronda, Revista de Estudos Guineenses, 13, INEP, Bissau, Janeiro 1992
- “A Penúltima Vaga”,  Perspectivas do Desenvolvimento das Telecomunicações na Guiné-Bissau, Bissau, 1998
- “O Reencontro” (conto), in Tcholona, Revista de Letras, Artes e Cultura,  1, GREC, Bissau, Abril 1994[12]

## Kusimon Editora
Juntamente com Teresa Montenegro e Fafali Kouduwa , Silá fundou a primeira editora privada guineense - Kusimon Editora - e através dela têm contribuído para o fomento da literatura e obras guineenses, tendo a Editora lançado até à data mais de 20 obras, incluindo romances, contos, ensaios, e dramas.